# Волоф (народ)

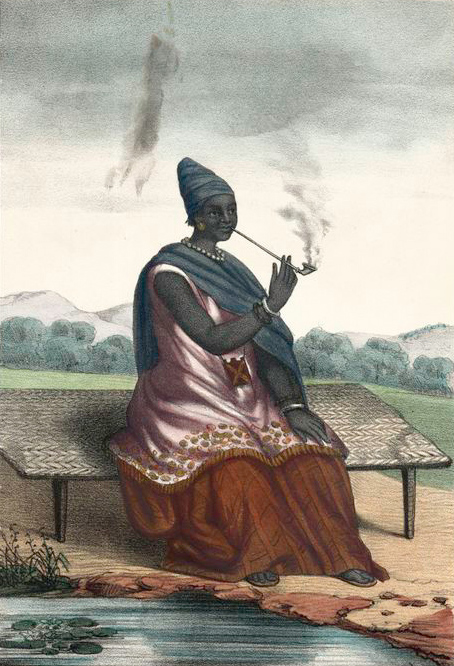
Королева Вало. Из «Сенегальских зарисовок» аббата Давида Бойлата (1853)

Воло́ф (волоф wolof; джолоф, уолоф) — народ в Западной Африке. Живут в основном в междуречье Сенегала и Гамбии — на западе Сенегала (самый многочисленный народ страны: 4,6 млн чел., включая 162 тыс. лебу — 2006, оценка) и на севере Гамбии (186 тыс. чел.), а также в Мали (21 тыс. чел.), Кот-д’Ивуаре (20 тыс. чел.), Мавритании (11 тыс. чел.), Гвинее-Бисау (6,4 тыс. чел.), Франции (35 тыс. чел.).
Язык — волоф. Говорят также на французском (Сенегал, Мавритания), английском (Гамбия), арабском (Мавритания) языках.
По религии — мусульмане-сунниты (60 % — тиджанийя, 30 % — муридийя, 10 % — кадирийя); есть католики (в городах), приверженцы традиционных верований.

## История

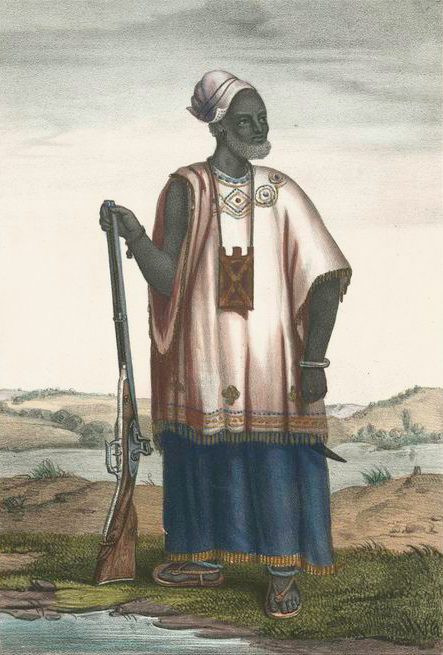
Супруг королевы Вало. Из «Сенегальских зарисовок» аббата Давида Бойлата

Происхождение волофар реконструируется по устной традиции. Около XI века к волоф проникает ислам. В XIII в. возникло зависимое от империи Мали раннеполитическое образование Джолоф с центрами в Тьенг и Вархох, включавшее в сер. XIV — сер. XVI вв. также образования Вало, Кайор, Баол, Сине и Салум. Название волоф возводят к имени первопоселенца мандинго Джолофа Мбенга. «Империю» Джолоф населяли кроме волоф серер (в основном в Сине и Салуме), фульбе, тукулёр и др. Контакты с португальцами с XV в. До конца XIX в. волоф играли ведущую роль в работорговле. С середины XIX в. под руководством правителя (дамеля) Кайора Лат Диора оказывали сопротивление французской колонизации. В конце XIX в. их территория вошла в состав Французской Западной Африки.
Волоф составляют большинство городского населения, играют ведущую роль в экономической и политической жизни, оказывают религиозное и хозяйственное влияние на другие народы Сенегала.
Традиционная культура характерна для Атлантической подобласти Западной Африки (см. Народы Африки). Традиционные занятия — ручное подсечно-огневое земледелие (сорго, просо, бобовые, хлопок), рыболовство, охота, собирательство (камедь, мёд, воск). Вблизи городов развито товарное огородничество; распространение с 1920-х годов товарного выращивания арахиса привело к расширению территории обитания волоф на восток. Развито скотоводство: крупный рогатый скот (зебу) отдают пасти полукочевникам-фульбе, мелкий обычно принадлежит женщинам и выпасается детьми; скот служит главным мерилом богатства. Из ремёсел развиты ткачество, плетение (циновки, пояса, сумки), резьба по дереву, ювелирное, гончарное.
Сохраняется деление на касты. Свободнорождённые (геер) включали представителей правящих линиджей (гарми), знать (домибур) и свободных общинников (дьямбур); ремесленники (ньеньоо) — кузнецов и ювелиров (тёг), традиционно совершающих обрезание, кожевенников (вуде), ткачей (раба) и певцов-гриотов (гевель); прядением и гончарством занимались женщины; потомки рабов (дьям) разделяются на ранги согласно статусу владельцев; из рабов правителей состояли их военные дружины (тьедо). Геер сохраняют ведущую роль в политич. и религ. жизни. Существует деление на патрилинейные линиджи (геньоо). В прошлом среди гарми играли важную роль матрилиниджи, большим влиянием пользовались мать и сестра правителя. Правители имели при себе совет, им подчинялись вожди разных рангов.
Поселение состоит из родственных семейных общин (кер), возглавляется главой линиджа (ламан — ‘владыка земли’). Поселения насчитывают в основном до 150, но иногда достигают 2 тыс. жителей. Обычно деревни имеют кучевую планировку, иногда в центре расположена площадь для собраний и танцев с мечетью и другими общественными постройками. К деревне часто примыкают лагеря фульбе.
Жилища глинобитные круглые в плане с коническими соломенными крышами.
С конца XIX в. ислам развивается в рамках суфийских братств Тиджанийа, Муридийя и Кадирийя. У мужчин членство в братствах наследуется по отцовской линии, юноши вступают в них через обрезание, женщина принадлежит к братству мужа. Сохраняются домусульманские верования. Наряду с мусульманскими шейхами-марабутами важную роль в поселении играют колдуны (джабаркат); изготовленные ими амулеты (гри-гри) и снадобья пользуются большим спросом, в том числе в городах.
Для фольклора характерны исторические предания и хвалебные песни, исполняемые гриотами. Загадки, сказки, назидательные истории рассказывают вечерами, перемежая их танцами. Музыкальные инструменты — барабаны, струнные щипковые, флейты, ксилофоны, трещотки, погремушки, колокольчики, свистки. Музыкально-танцевальные ансамбли, например, «Национальный балет Сенегала», выступавший в СССР, известны за пределами страны. Развивается профессиональное изобразительное искусство.
Особую группу волоф образуют лебу, живущие на полуострове Зелёного мыса (центр — посёлок Йофф близ Дакара) и на побережье к югу от него. Их предки, отделившиеся от Кайора, создали под предводительством шейха Диал Диопа замкнутую теократическую общину (1790—1857). Занимаются в основном морским рыболовством, промыслом морских ежей и др. Принадлежат к мусульманской секте Лайенн, основанной в 1884 году Сейдина Лимаму Лайе. Сохраняют традиционные культы личных и родовых духов-покровителей (раб, туур), отправление которых находится в руках женщин. Экстатические ритуалы (ндоеп) сопровождаются танцами, жертвоприношениями, руководятся женщинами; в Йоффе проходит ежегодная церемония Тууру. В 1982 году создана Ассоциация по экономическому, культурному и социальному развитию Йоффа (APECSY), в 1996 году принята международная программа по охране культуры лебу.